# Pod (album)
Pour les articles homonymes, voir Pod.
Albums de The Breeders
Safari (EP)
(1992)
Pod est le premier album du groupe de rock indépendant américain The Breeders, sorti en mai 1990 sur le label indépendant 4AD. Produit par Steve Albini, l'album a été enregistré aux Palladium Studios, à Édimbourg en Écosse.

## Contexte
Sur la foi d'une démo enregistrée avec plusieurs batteurs et bassistes, Kim Deal, Tanya Donelly et Carrie Bradley obtiennent de la part du label 4AD une avance de onze mille dollars pour l'enregistrement d'un album. Le trio choisit le nom The Breeders en remplacement de Boston Girl Super-Group.
Kim Deal contacte la bassiste Josephine Wiggs du groupe The Perfect Disaster et Steve Albini qui avait enregistré Surfer Rosa des Pixies en 1988. Ce dernier convainc Britt Walford, batteur du groupe Slint, de venir compléter le groupe pour l'enregistrement. Pour faire croire à une formation entièrement féminine, Walford utilisera le pseudonyme de Shannon Doughton dans les notes de l'album.
En décembre 1989, les douze titres de Pod sont ainsi enregistrés en une semaine aux Palladium Studios d'Édimbourg. La session en studio ayant été plus rapide que prévu, le groupe enregistre une Peel Session de 4 titres avec le temps restant.
C'est le designer anglais Vaughan Oliver qui conçoit la pochette de l'album. C'est lui-même qui apparaît sur la photo, nu, avec deux anguilles dans les mains.

## Sortie et réactions
Pod est sorti le 28 mai 1990 sur le label 4AD pour les États-Unis et Elektra Records pour le Royaume-Uni. L'album ne rencontra pas un véritable succès en matière de ventes, tant aux États-Unis où celui-ci ne fut pas classé dans les charts qu’au Royaume-Uni, où il se hissa à la 22e place dans le UK Albums Chart, le classement des ventes d’albums sur le territoire britannique.
Néanmoins, l'album fut salué plus largement par la critique, puisque Le New York Times, par la voix de sa journaliste musicale Karen Schoemer, chroniquait l'album en des mots élogieux, vantant ses mélodies, son tempo et son côté novateur. Heather Phares, chroniqueuse du site AllMusic, saluait un premier album vibrant et créatif, et se félicitait de son écriture créative, sa production et ses arrangements intelligents. Elle comparait même Pod à Bossanova des Pixies et Hunkpapa des Throwing Muses, les groupes dans lesquels jouaient respectivement les deux membres des Breeders Kim Deal et Tanya Donelly. Le célèbre magazine musical américain Rolling Stone, quant à lui, qualifiait l'album de brumeux et érotique, et qu'il était l'album que les radios étudiantes attendaient.
Cependant, ce premier opus ne reçut pas que des éloges de la part de la presse spécialisée. Robert Christgau, critique musical de The Village Voice, dénigrait l'album, le qualifiant de « projet artistique », sous-entendant que le groupe ne sonnait pas comme un « groupe de musique ». Dans son livre The Rough Guide to Rock, Peter Buckley minimise les comparaisons avec les Pixies, suggérant l'album est « beaucoup trop embryonnaire pour cela ». Dans son ouvrage The A to X of Alternative Music, Steve Taylor explique également que « les chansons de Kim Deal [sur l’album Pod] n’étaient pas de même qualité que son travail au sein des Pixies ».

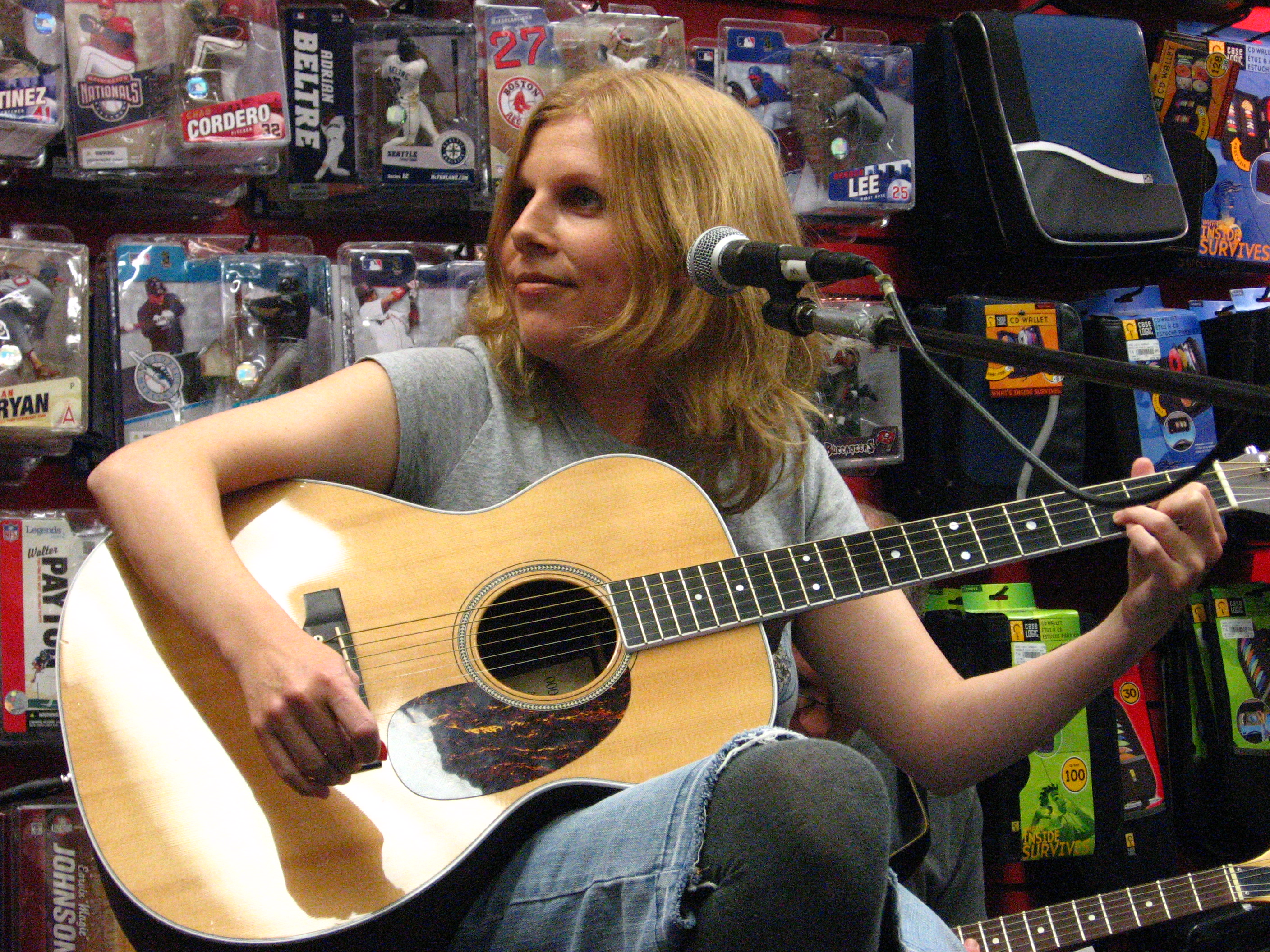
Tanya Donelly coécrivit avec Kim Deal le titre Only in 3's.

Dans une interview de 1992 donnée au Melody Maker, Kurt Cobain, leader de Nirvana, affirmait que Pod était l'un des albums qui avaient influencé sa vie. Par la suite, en août 1993, après la sortie de leur deuxième album Last Splash, le groupe fut invité à plusieurs reprises à faire la première partie de concerts de Nirvana en Europe. En juillet 1995, dans le numéro célébrant leur dixième anniversaire, le magazine musical Alternative Press classait Pod à la 39e position dans un classement des 99 meilleurs albums chroniqués par le magazine de 1985 à 1995. En juillet 2007, dans une interview sur un chat sur Internet, le producteur de l'album Steve Albini révélait qu'il considérait que l'album Pod faisait partie de ses plus belles œuvres.

## Titres
Toutes les chansons sont écrites par Kim Deal, sauf mentions contraires.
| 1.    | Glorious                | Deal / Halliday    | 3:23 |
| 2.    | Doe                     | Deal / Halliday    | 2:06 |
| 3.    | Happiness is a Warm Gun | Lennon / McCartney | 2:46 |
| 4.    | Oh!                     |                    | 2:27 |
| 5.    | Hellbound               |                    | 2:21 |
| 6.    | When I Was a Painter    |                    | 3:24 |
| 7.    | Fortunately Gone        |                    | 1:44 |
| 8.    | Iris                    |                    | 3:29 |
| 9.    | Opened                  |                    | 2:28 |
| 10.   | Only in 3's             | Deal / Donnelly    | 1:56 |
| 11.   | Lime House              |                    | 1:45 |
| 12.   | Metal Man               | Deal / Wiggs       | 2:46 |
| 30:35 |                         |                    |      |

## Crédits
| The Breeders - Kim Deal – chant, guitare - Tanya Donelly – chant, guitare - Josephine Wiggs – chant, basse, guitare flamenca sur Metal Man - Britt Walford (sous le pseudonyme Shannon Doughton) – chant, batterie Musiciens additionnels - Carrie Bradley - violon - Michael Allen - chœurs sur Oh! - Steve Albini - ingénieur du son - Vaughan Oliver – design de la pochette - Kevin Westerberg - photographie |